# Encyrtus foersteri
Encyrtus foersteri är en stekelart som beskrevs av Mayr 1876. Encyrtus foersteri ingår i släktet Encyrtus och familjen sköldlussteklar. Inga underarter finns listade i Catalogue of Life.